# سانتا بریجیدا
سانتا بریجیدا (به ایتالیایی: Santa Brigida) یک کومونه در ایتالیا است که در استان برگامو واقع شده‌است.

## خصوصیات
سانتا بریجیدا ۱۴٫۲ کیلومتر مربع مساحت و ۶۲۳ نفر جمعیت دارد و ۸۰۵ متر بالاتر از سطح دریا واقع شده‌است.